# BMW Z4 Zagato Coupé
La BMW Zagato Coupé è una concept car sportiva a marchio BMW realizzata assieme al carrozziere italiano Zagato nel 2012. È stata presentata al Concorso d'eleganza Villa d'Este nel maggio dello stesso anno.

## Contesto
La concept è frutto della collaborazione tra la casa automobilistica tedesca BMW ed il carrozziere italiana Zagato. Anche se questa è la prima collaborazione tra le due realtà, la vettura riannoda in qualche modo lo storico legame tra BMW e la famiglia Rivolta (Marella Rivolta, moglie di Andrea Zagato, si è occupata delle finiture e dei colori) risalente al 1954, quando i tedeschi acquisirono dalla Iso di Enzo Rivolta i brevetti per la realizzazione su licenza dell'Isetta.
Base di partenza per questa concept è stata la meccanica e la tecnologia della Z4, sopra cui i designer di BMW e Zagato hanno creato la nuova carrozzeria. Adrian van Hooydonk, Senior Vice-President di BMW Group Design, e Norihiko Harada, Chief Designer di Zagato, erano amici da molto tempo, e quando Andrea Zagato ha proposto una collaborazione tra le due aziende, il progetto è andato in porto in tempi relativamente brevi.
In fase di progettazione, sia BMW che Zagato hanno ben presto condiviso la filosofia di adottare un approccio quanto più legato alla realtà, motivo per cui è nata una concept car molto vicina alla produzione di serie. Infatti, nonostante sia una concept in esemplare unico, la BMW Zagato Coupé è immatricolata per l'utilizzo stradale, soddisfancendo i requisiti di legge in tutto il mondo.

## Stile
La vettura è una coupé due porte e due posti. Il design scaturito dalla collaborazione è in pratica un grande trait d'union tra gli stilemi della casa bavarese e la storia dell'atelier italiano.
La derivazione dalla Z4 è tradita dalle proporzioni generali della vettura, in particolare dal lungo cofano e dalla posizione arretrata dell'abitacolo. Le caratteristiche "gobbe" (double bubble roof) sul tetto e la coda tronca lasciano invece trapelare l'impronta italiana. Il frontale è la parte della vettura che meglio rappresenta questo legame italo-tedesco: il classico "doppio rene" di matrice BMW (ovvero la griglia sdoppiata del radiatore, simbolo delle vetture bavaresi) è qui leggermente inclinato verso l'asfalto, ed è stato impreziosito da Zagato con piccoli fregi cromati a forma di "Z" a loro volta contornati da altre piccolissime "Z" scure disposte in ottagoni, il tutto ispirato alle forme geodetiche dell'architetto e designer Richard Buckminster Fuller. Le altre prese d'aria anteriori sono decorate con griglie a motivi esagonali, figura geometrica da sempre ricorrente nelle realizzazioni del carrozziere italiano. Completano lo stile esterno i cerchi in lega a cinque razze da 19 pollici, mentre la carrozzeria è colorata in un esclusivo Rosso Vivace, ottenuto con una particolare lavorazione che prevede una base di nero, un primo strato di argento metallizzato, sei strati di rosso e due strati finali di vernice trasparente.
Il posteriore è invece dominato dalla grande coda tagliata quasi verticalmente, soluzione stilistica ed aerodinamica che permette la rinuncia all'installazione di un'ala fissa o mobile. Altro richiamo alla tradizione Zagato è palese nel "passaggio incrociato" di linee tra i finestrini laterali ed il lunotto. Alle estremità del diffusore, inglobati in esso, trovano alloggio gli scarichi.
Gli interni non si discostano molto da quelli delle sportive dell'elica, ma in questo caso sono realizzati artigianalmente dall'atelier italiano, dove spiccano una lunga "striscia orizzontale" rossa che ricorre simbolicamente lungo tutto l'abitacolo, in contrasto coi toni dominanti nero-grigio, e le lettere "Z" cucite sui poggiatesta dei sedili.

## BMW Zagato Roadster

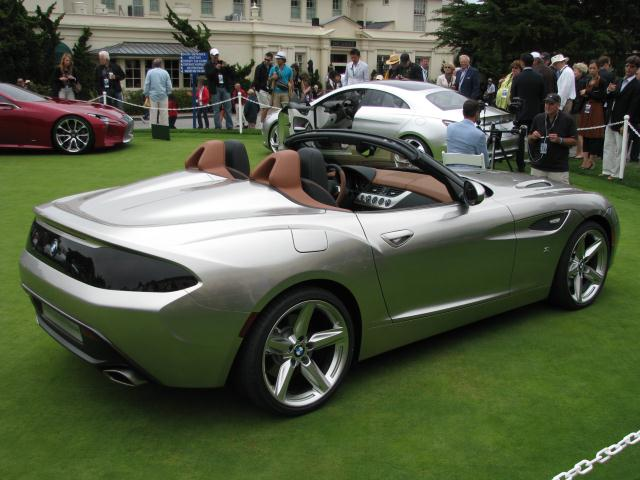
Vista posteriore della BMW Zagato Roadster

Nell'agosto 2012 è stata presentata al Concorso d'eleganza di Pebble Beach la versione roadster della concept, denominata BMW Zagato Roadster. Questa nuova concept, realizzata dall'atelier milanese in sole sei settimane di lavoro, riprende gran parte delle linee della Coupé, mescolando il gusto del design italiano con quello delle vetture scoperte d'oltreoceano.
Disegnata anch'essa da Norihiko Harada, la vettura si fa notare per l'assenza del tetto e del lunotto posteriore, soluzione che le dà una linea più bassa e filante della Coupé, e per la presenza di due particolari roll-bar (posti dietro ai poggiatesta) protesi in avanti – con un disegno quasi alare – e rivestiti di pelle marrone (materiale che ricorre anche nell'abitacolo). Le originali "doppie gobbe", stilema distintivo delle vetture Zagato, sono qui state reinterpretate, estendendosi dai roll-bar fino al termine del cofano posteriore. La Roadster presenta anche dei nuovi cerchi in lega a cinque razze, queste ultime realizzate in modo da ricordare il profilo di un'elica, scelta stilistica che va a richiamare i trascorsi comuni nel settore aeronautico di BMW e Zagato.